# Ruben Profugo
Ruben T. Profugo (* 10. April 1938 in Lucena City; † 12. Mai 2014) war Bischof von Lucena.

## Leben
Ruben T. Profugo studierte Philosophie und Theologie und empfing am 18. Dezember 1965 die Priesterweihe. Er war Pfarrer in Cotta bei Lucena und Direktor der Sozialen Aktion im Bistum Lucena.
Papst Johannes Paul II. ernannte ihn am 27. August 1979 zum Weihbischof in Lucena und Titularbischof von Budua. Der Apostolische Nuntius auf den Philippinen, Bruno Torpigliani, spendete ihm am 18. Oktober desselben Jahres die Bischofsweihe; Mitkonsekratoren waren José Tomás Sánchez, Bischof von Lucena, und Godofredo Pedernal Pisig, Bischof von Borongan.
Am 15. Mai 1982 wurde er zum Bischof von Lucena ernannt. Am 13. September 2003 nahm Johannes Paul II. seinen vorzeitigen Rücktritt aus gesundheitlichen Gründen an.